# Гребенщикова, Лариса Ивановна
Лариса Ивановна Гребенщикова (род. 14 апреля 1951, Воронеж, СССР) — советская и  российская актриса кино и театра. Народная артистка России (2006).

## Биография
В 1972 году окончила Театральное училище им. М. С. Щепкина (курс В. И. Коршунова) и была принята в труппу РАМТа, где работает по сей[какой?] день.
Преподаёт в Театральном училище им. М. С. Щепкина на курсе Виктора Коршунова дисциплину «мастерство актёра».

## Творчество

### Центральный детский театр
- 1973 — «Шутники» А. Н. Островского. Режиссёр: Г. М. Печников — Верочка Оброшенова
- «Альпийская баллада» В. Быкова. Режиссёр: П. Хомский — Джулия Новелли
- «Май не упустим…» по С. Георгиевской. Режиссёр: Л. Эйдлин — Кира
- 1976 — «В дороге» В. С. Розова. Режиссёр: С. Яшин — Сима
- «Был выпускной вечер» А. Ремеза. Режиссёр: С. Яшин — Таня Нечаева
- 1981 — «Прости меня» В. П. Астафьева. Режиссёр: Алексей Бородин — Лида
- 1985 — «Алёша» Г. И. Чухрая и В. И. Ежова — Жена инвалида
- 2004 — «Идиот» по роману Ф. М. Достоевского. Режиссёр: Режис Обадиа — Елизавета Прокофьевна Епанчина
- 2001 — «Лоренцаччо» Альфреда Де Мюссе. Режиссёр: Алексей Бородин — Маркиза Ричарда Чибо
- 2001 — «Стеклянный зверинец» Т. Уильямса. Режиссёр: Александр Огарёв — Аманда Уингфилд
- 2002 — «Сотворившая чудо» Гибсона. Режиссёр: Юрий Ерёмин — Кейт
- 2004 — «Вишнёвый сад» А. П. Чехова. Режиссёр: Алексей Бородин — Раневская
- 2007 — «Берег утопии» Т.Стоппарда. 1 часть. Путешествие. Режиссёр: Алексей Бородин — Варвара, жена Александра Бакунина
- «Берег утопии». 3 часть. Выброшенные на берег. Режиссёр: Алексей Бородин — Мальвида, немка в изгнании
- 2011 — «Будденброки» Т.Манна. Режиссёр: Миндаугас Карбаускис — Консульша Будденброк
- 2013 — «Цветы для Элджернона» Дэниела Киза. Режиссёр: Юрий Грымов — Роза, мать Чарли
- 2021 — «Горе от ума» А. С. Грибоедова — княгиня Тугоуховская
- 2022 — «Душа моя Павел» А. Н. Варламова — Муза

### Кино
- 1973 — Месяц в деревне (телеспектакль) — Верочка
- 1975 — День открытых дверей — Оля
- 1975 — Такая короткая долгая жизнь — Майя
- 1978 — Молодость — Капа (новелла «Ветераны»)
- 1978 — Случайные пассажиры — «Капа», Капитолина Ивановна, воспитательница детдома
- 1979 — Месяц длинных дней — Вика
- 1982 — Женатый холостяк
- 1982 — Следствие ведут знатоки. Дело №17. Он где-то здесь — Галина Степановна Артамонова
- 1985 — Вот моя деревня… — Надежда
- 1985 — Личное дело судьи Ивановой — Нилина
- 2007 — Дом на набережной — мать Вадима

### Озвучивание аудиоспектаклей и аудиокниг
- 1980 — Сто вёрст по реке — Гелли Сод
- 1983 — История одного музыканта — Неточка Незванова
- 1984 — Лоэнгрин — Эльза
- 1986 — Лебеди — утёнок
- 1987 — Завтра была война — Вика
- 1988 — Где это видано, где это слыхано… — мама Алёнки
- 1988 — Петер и Петра — учительница
- 1990 — Кукушка-подружка — мама
- 1990 — Мирабэль — мама
- 1990 — Однажды ночью в мае — Лена
- 1991 — Вилла «Белый конь» — Джинджер
- 1992 — Если вы молодая леди — Полина, великая княжна
- 1992 — Убийство в каретном ряду — Мисс Плендерлит
- 1993 — Пико — хрустальное горлышко
- 1993 — Человек, который никогда не врал
- 1993 — Что значит имя
- 1997 — Лесная азбука
- 2000 — Мурли — Мурли
- 2002 — Винни-Пух и все-все-все — Пятачок
- 2002 — Красавица и чудовище
- 2003 — Ночь перед Рождеством — Дьячиха
- 2004 — Спящая красавица и другие сказки Шарля Перро
- 2005 — Гога Веселов — Дама
- 2005 — Гранатовый браслет — Людмила Львовна
- 2006 — Любовь — Анна Ильинишна
- 2008 — Петухов — Ольга Карловна
- 2008 — Сухая масленица — жена Ивана Перезвонова
- 2009 — Борис Годунов — хозяйка корчмы
- 2009 — Фауст — кающаяся грешница
- День рождения Инфанты — Инфанта
- Королева Марго — Маргарита де Валуа

### Озвучивание компьютерных игр
- 2000 — Египет 2: Пророчество Гелиополя[1] — Нефермаат (Тифет)
- 2002 — Warcraft III: Reign of Chaos[2] — Сильвана Ветрокрылая, Дриада, Банши
- 2003 — Arx Fatalis[1] — Алия Крагоз, Призрак королевы Флоренс, Чинкашш, Иглашш
- 2007 — Team Fortress 2[3] — Администратор

## Признание и награды
- Заслуженная артистка РСФСР (13 февраля 1986)
- Народная артистка России (15 февраля 2006)
- Орден Дружбы (29 июня 2013)[4]
- Почётная грамота Президента Российской Федерации (5 марта 2021)[5]